# Eva Marshal
Eva Marshal (Pembroke, 1203 – 1246) figlia di Guglielmo il Maresciallo e di Isabella di Clare.

## Biografia
Eva Marshal nacque nel 1203, quinta figlia di Guglielmo il Maresciallo e di Isabella di Clare. Suo nonno paterno era Giovanni il Maresciallo (1105 circa - 1165), mentre i suoi nonni materni erano Riccardo di Clare ed Eva MacMurrough, alla quale probabilmente deve il nome di battesimo.
Cresciuta fra l'Irlanda, dove visse fra il 1207 ed il 1212, e l'Inghilterra, andò in sposa, prima del 1221 a Guglielmo di Braose, figlio di Reginald Braose, che nel 1228 ereditò dal padre la signoria di Abergavenny, insieme ebbero quattro figlie:
- Isabella de Braose (1222 circa - 1248 circa), sposò il principe gallese Dafydd ap Llywelyn, figlio di Llywelyn Fawr ap Iorwerth
- Matilde de Braose, baronessa Wigmore (1224 - 1300 fino a 23 marzo 1301), sposò Roger Mortimer, I barone Wigmore, una delle sue figlie fu Isabella Mortimer
- Eva de Braose (1227 - 28 luglio 1255)
- Elenora de Braose (1228 circa - 1251), fu la madre di Humphrey de Bohun, III conte di Hereford

Il 2 maggio 1230, il marito di Eva, William , venne squartato pubblicamente da Llywelyn Fawr ap Iorwerth, colpevole di aver commesso adulterio con la propria moglie, Giovanna del Galles (1191 circa-2 febbraio 1237), una figlia naturale di Giovanni d'Inghilterra. Diversi mesi dopo, la figlia maggiore di Eva, Isabella, sposò il figlio del principe gallese Dafydd ap Llywelyn, così come era stato stabilito già da prima. Llywelyn scrisse poi una lettera ad Eva dicendo che l'esecuzione di suo marito era stata fortemente voluta dagli altri signori gallesi, che già non lo amavano, e sperava che questo non rovinasse i rapporti, anche economici, esistenti fra loro. Con la morte del marito Eva prese le terre che erano state di lui sotto il proprio controllo e lo mantenne fino alla morte, alcuni documenti segnano delle sovvenzioni reali per fortificare il castello di Hay che era parte del suo appannaggio vedovile.
Nei primi mesi del 1234 Eva fu coinvolta nella ribellione che suo fratello Riccardo Marshal intraprese contro il re Enrico III, ed è possibile che abbia agito da arbitro fra il sovrano ed i propri fratelli in armi per la morte di Riccardo avvenuta in uno scontro con le forze del gran giustiziere irlandese il 16 aprile 1234. Questo potrebbe essere testimoniato dal salvacondotto che il re concesse ad Eva nel maggio dello stesso anno in modo la donna potesse raggiungerlo e parlare. A seguito di quell'incontro il sovrano le fornì un documento che le garantiva il ritorno del possesso di diverse proprietà che le erano state sequestrate dopo la ribellione dei fratelli.
Eva Marshal morì nel 1246.